# مايكل وود (مؤرخ)
مايكل وود (بالإنجليزية: Michael Wood)‏ (و. 1948  م) هو مؤرخ بريطاني، هو عضوٌ في الجمعية الملكية للأدب.

## التعليم
تعلم في مدرسة مانشستر للقواعد ‏، وكلية أوريل بجامعة أكسفورد.

## جوائز
حصل على جوائز منها:
- زمالة الجمعية التاريخية الملكية
- زميل في الجمعية الملكية للأدب.

## وصلات خارجية
- مايكل وود على موقع IMDb (الإنجليزية)
- مايكل وود على موقع ميوزك برينز (الإنجليزية)
- مايكل وود على موقع قاعدة بيانات الفيلم (الإنجليزية)

- مايكل وود في قاعدة بيانات الأفلام على الإنترنت